# Saurer
Adolph Saurer AG — швейцарский производитель вышивальных и текстильных машин, грузовиков и автобусов под торговыми марками Saurer и Berna (с 1929 года). Основанная в Арбоне, Швейцария, фирма действовала с 1903 по 1982 год. Их транспортные средства широко использовались по всей континентальной Европе, особенно в межвоенный период.

## История
В 1853 году Франц Заурер (1806—1882) из Ферингенштадта основал чугунолитейный завод по производству товаров для дома недалеко от швейцарского города Санкт-Галлен. Восточная Швейцария была тогда важным центром вышивки и вышивальных машин, и примерно в 1869 году два его сына, Антон и Адольф, начали создавать ручные машины в литейном цехе своего отца. К 1873 году компания F. Saurer & Söhne превратилась в крупного производителя машин для текстильной промышленности. Спрос на это был неопределенным, и Заурер решил начать другую деятельность. В 1896 году компанию возглавил старший сын Адольф Заурер (1841—1920). Вместе с его сыном Ипполитом (1878—1936) они начали производить бензиновые и дизельные двигатели, а затем и грузовики, чтобы быть менее финансово уязвимыми.
Это был один из самых известных и старейших швейцарских производителей грузовиков и один из первых производителей грузовиков в Европе. Грузовики были настолько известны, что другие производители, в том числе Франция, Австрия, Великобритания и США, производили автомобили по лицензии.
Заурер был одним из пионеров в области дизельных двигателей. Поэтому компания поставляла дизельные двигатели другим производителям, таким как FIAT и Scania. Компания первой представила двигатели с 4 клапанами и непосредственным впрыском в 1954 году, но не имела доступа на международный рынок. Iveco взяла на себя моторное подразделение Saurer, остальная часть была объединена с FBW и образовала NAW (Nutzfahrzeuggesellschaft Arbon & Wetzikon). Последние гражданские грузовики были поставлены в 1984 году, последний армейский — в 1997 году.
Компания также работала в текстильной промышленности как производитель швейных машин.
В Арбоне есть музей старинных автомобилей Заурера.

## Галерея
- Saurer 5 DUK
- Троллейбус Saurer 415 в Тимишоаре
- Berna 2VM
- Saurer 2DM 4x4
- Saurer D330B